# Månadens bok
Månadens bok är ett en kommersiell bokklub dotterföretag till Bonnierförlagen. Den grundades 1973, efter ett amerikanskt koncept, Book-of-the-Month Club. Varje månad väljer klubbens litteraturredaktörer ut en bok. Det finns andra kommersiella bokklubbar som kallar sitt automatiska bokutskick varje månad till alla medlemmar som inte avbeställt den skriftligen för "månadens bok".

## Historik
Bonniers, Norstedts, Wahlström & Widstrand och Forum meddelade bildandet av Månadens bok i december 1972. Inspiration hade hämtats från amerikanska Book of the Month. Satsningen innebar att vissa utvalda böcker marknadsfördes till ett särskilt nedsatt pris, vilket hade möjliggjorts genom avskaffandet av de fasta bruttopriserna för böcker 1970, något som också föranlett de så kallade förlagskrisen. Satsningen kritiserades av bland andra Författarförlaget som oroade sig för att Månadens bok skulle tränga ut annan utgivning.
Verksamheten inleddes den 19 september 1973. Den första utvalda boken var Sven Delblancs Stenfågel. Priset lades runt 30 procent under ordinarie pris.
För att marknadsföra böckerna startades medlemstidningen Månadens BokNytt som gavs ut månatligen. Tidningen bytte namn till Månadens bok år 2006.
År 1980 startades Månpocket inom ramen för samarbetet kring Månadens bok.
Genom att Bonniers tog över Wahlström & Widstrand och Forum blev man även majoritetsägare i Månadens bok. Norstedt stod kvar med en minoritetspost på 30 procent fram till januari 2017 när de sålde återstoden av Månadens bok och Månpocket till Bonniers, som därefter ägde hela bolaget.

## Årets Bok
Månadens Bok delar tillsammans med Bonniers Bokklubb årligen ut litteraturpriset Årets Bok. Klubbarnas redaktörer nominerar 12 st titlar och vinnaren utses ses genom omröstning bland hela svenska folket.